# Плитвицкие озёра

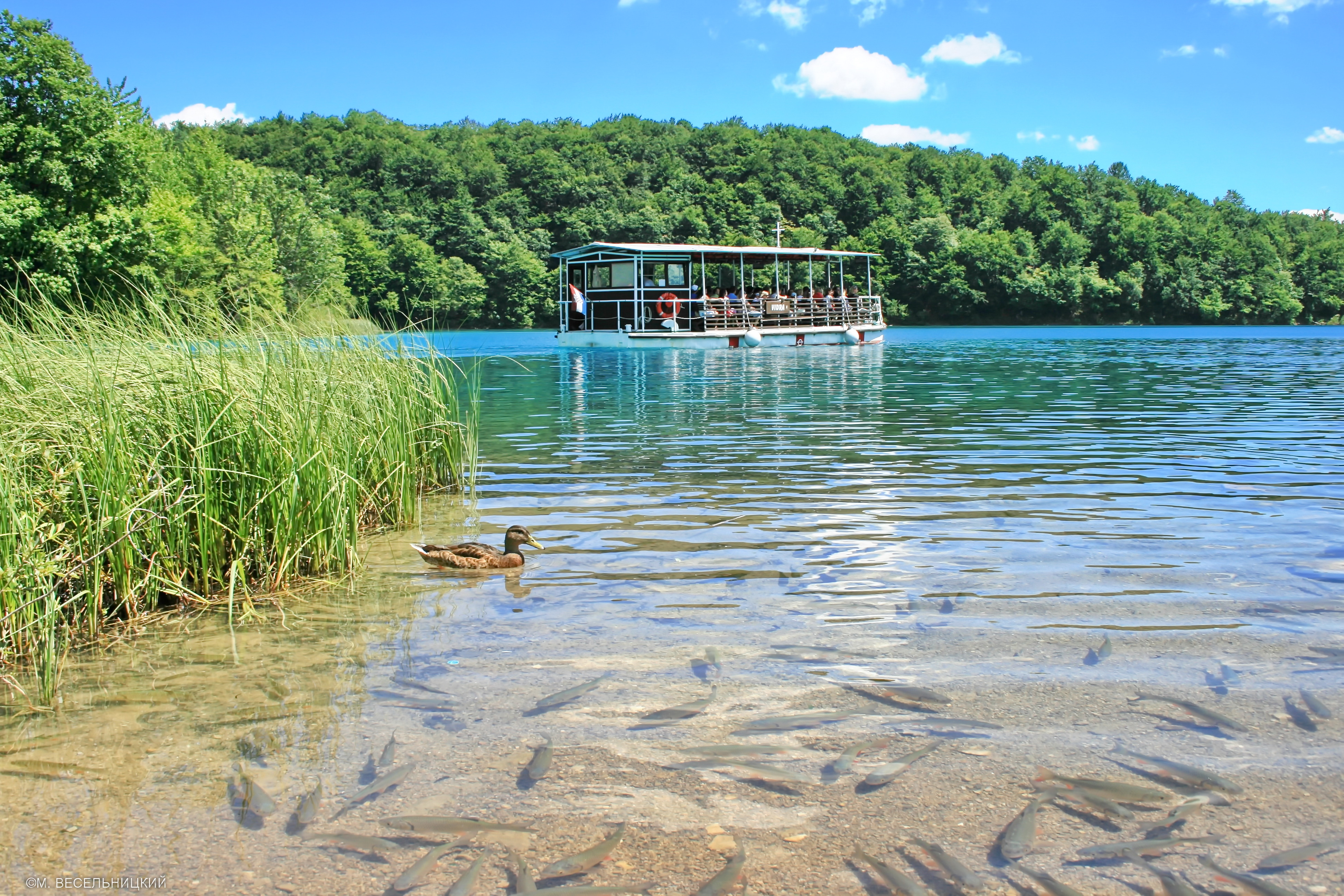

Пли́твицкие озёра, Плитвичка-Езера, Пли́твичские озёра (хорв. Plitvička jezera) — национальный парк в Хорватии, расположенный в центральной части страны, в Лицко-Сеньской (90,7 %) и Карловацкой жупаниях (9,3 %). Воды реки Корана, текущие сквозь известняк, за тысячи лет нанесли барьеры травертина, образовав естественные плотины, которые, в свою очередь, создали ряд живописных озёр, водопадов и пещер.

## История
Название «Плитвицкие озёра» впервые было записано священником из Оточаца Домиником Вукасовичем в 1777 году.
8 апреля 1949 года Плитвицкие озёра получили статус национального парка, а с 1979 года национальный парк «Плитвицкие озёра» включен в реестр «Всемирное наследие» ЮНЕСКО.
До 1958 года парк был недоступен для туристов, в нём были проложены только просеки. В 1958 году Йосип Мовчан, директор парка, начал строительство пешеходных дорожек, а в настоящее время в дополнение к широкой сети настилов действуют маршруты дизельных и экологически чистых электрических автопоездов, паромов и прогулочных катеров на электрической тяге. В озёрах парка категорически запрещено купаться, а в парке в целом — устраивать пикники, разводить костры, гулять с собаками без поводка. Такой строгий порядок обусловлен сохранением природного равновесия, которое на протяжении многих лет тщательно оберегают местные экологи.
Весной 1991 года территория парка стала местом событий, названных Плитвицкой Кровавой Пасхой, — первого вооружённого столкновения войны в Хорватии, приведшего к жертвам. В ходе Югославских войн Плитвицкие озёра не раз становились ареной боёв. К настоящему времени сам парк полностью разминирован, а туристическая инфраструктура восстановлена и интенсивно развивается, однако в окрестностях парка до сих пор иногда находят мины.

## Описание

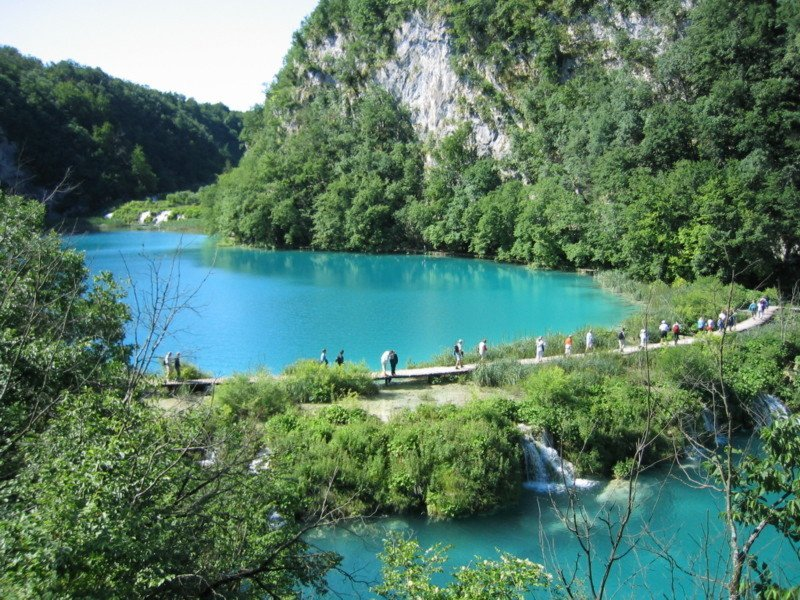

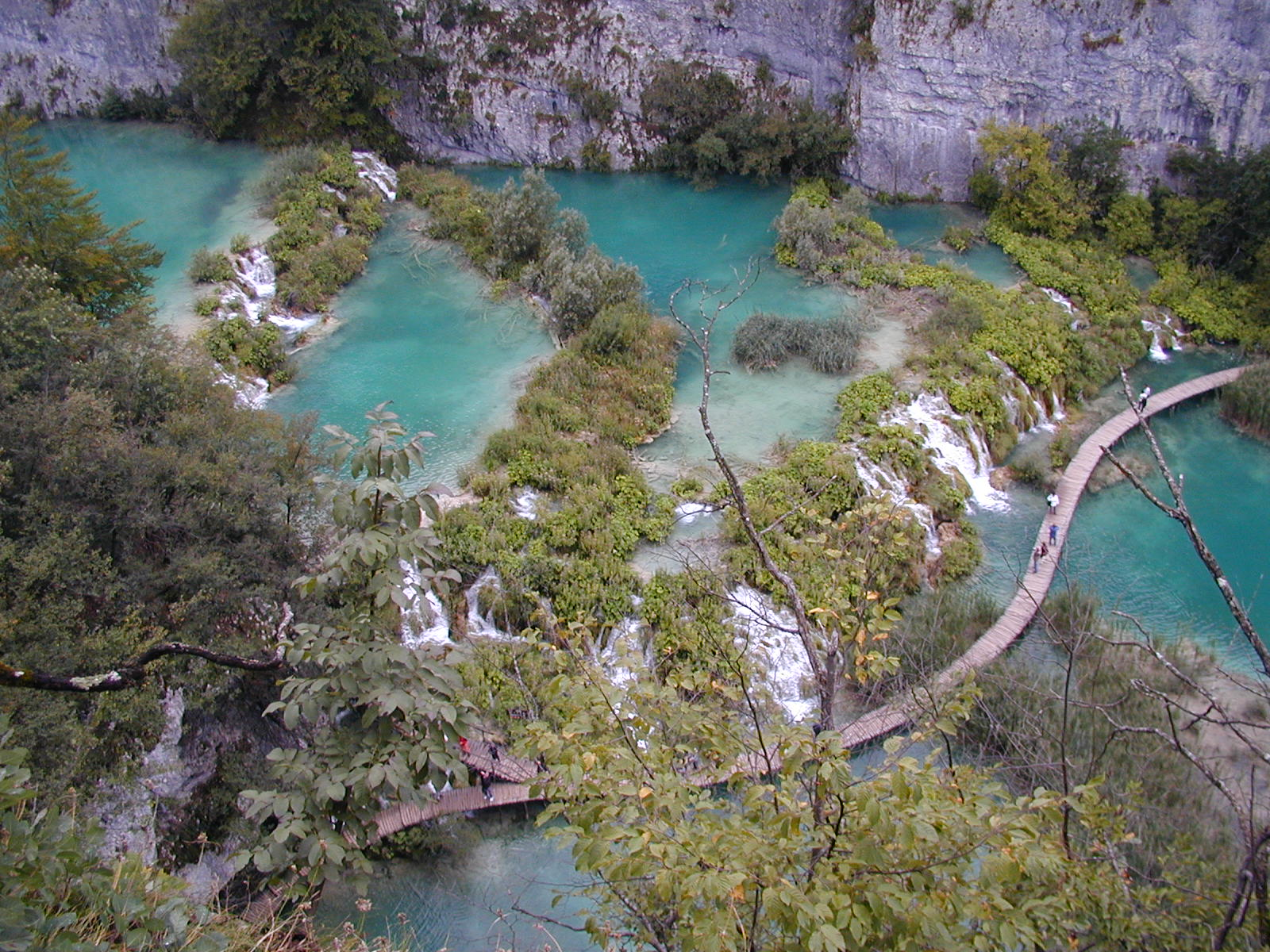

Территория национального парка «Плитвицкие озёра» составляет 29 482 га, включает в себя 16 крупных и несколько меньших карстовых каскаднорасположенных озёр, 140 водопадов, 20 пещер и уникальный буковый и хвойный лес, сохранившийся с древнейших времен и обладающий способностью самовосстанавливаться. На его территории обитают медведи, волки, многие виды редких птиц и других животных.
Суммарная разница между уровнем верхнего и нижнего озёр составляет 133 метра. Самое верхнее озеро каскада питается от двух небольших речек, носящих названия Црна и Биела («Чёрная» и «Белая»). Плитвицкие озёра — одно из немногих мест на нашей планете, где каждый год появляются новые водопады, что связано с известняковым происхождением местных гор. Упавшие в воду листва и сучья с растущих поблизости деревьев быстро покрываются кальцефилами (так называемые «меловые растения»), которые, отмирая, каменеют и образуют твёрдые отложения, перекрывающие реки. Вода, постепенно размывая подобные «дамбы», образует новые водопады.
Парк расположен в гористой местности, самая высокая точка — гора Мала Капела (1280 м).

### Озёра и водопады

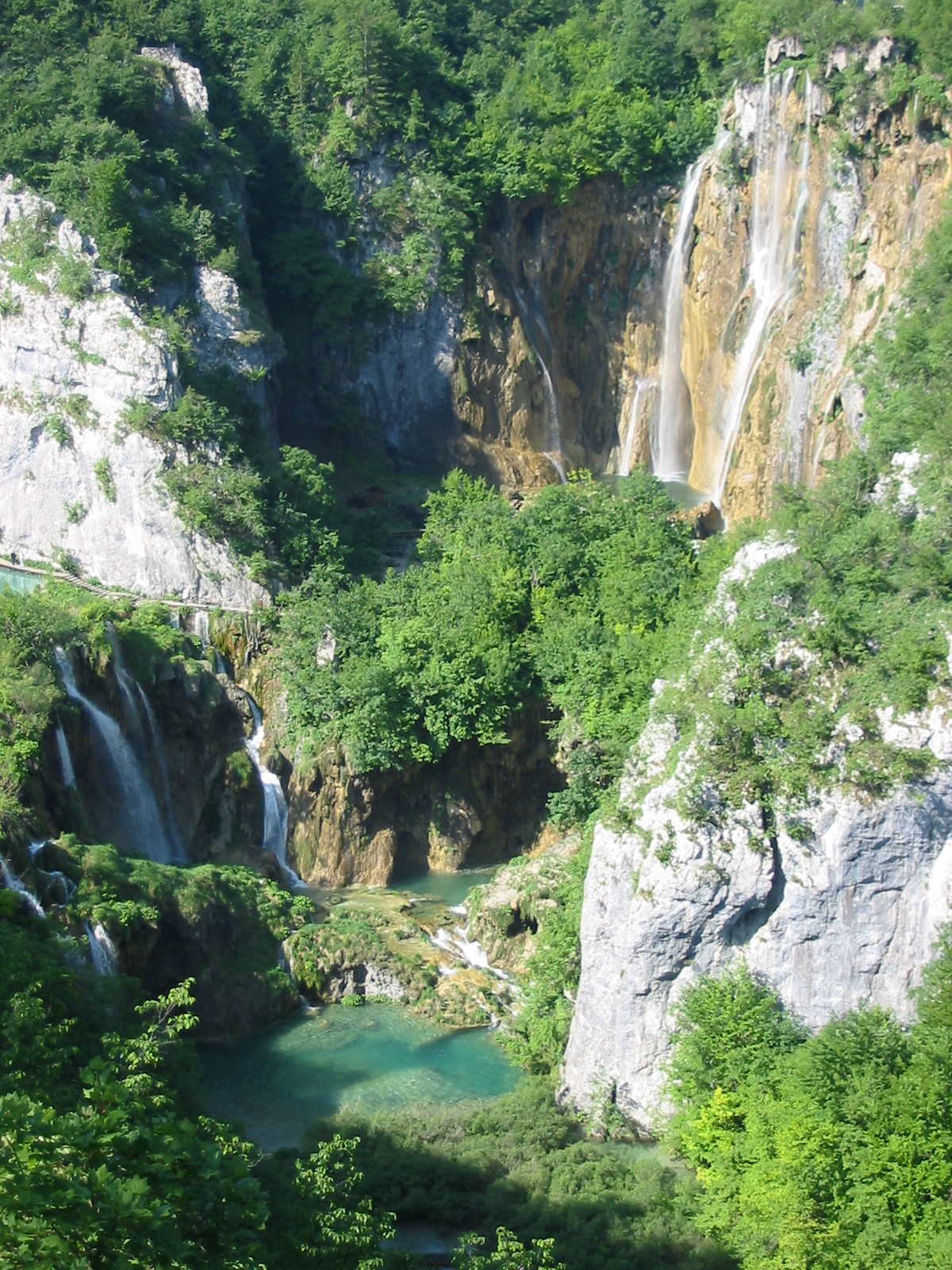

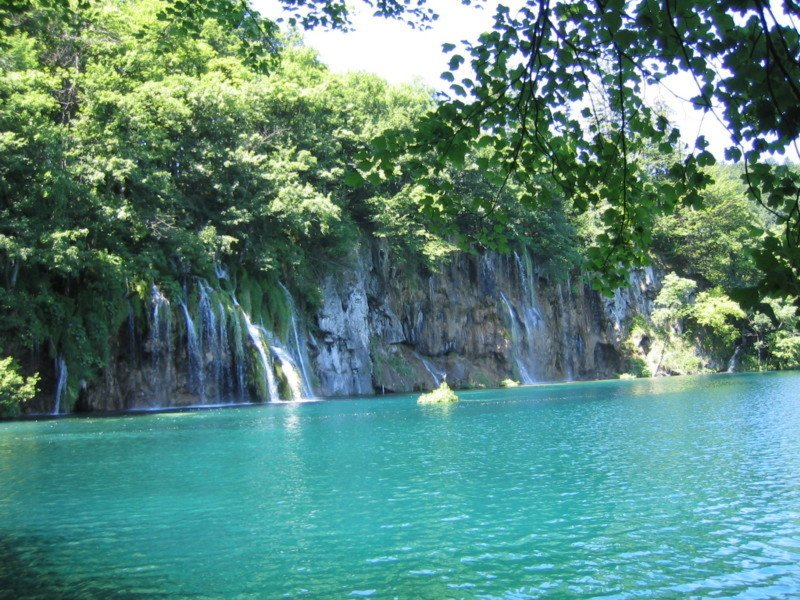

Озёра парка (16 крупных и множество мелких водоёмов) разделены на две группы: Верхние и Нижние. Общая площадь озёр — 217 га. Их питают пять рек: Корана, Црна, Биела, Плитвица и Риечица. Водопадов — около 30; из-за размытия породы и образования новых наносов озёра и водопады постепенно меняют свою конфигурацию. Большинство озёр названы в честь людей, утонувших в них. В 2008 году ещё было разрешено купаться в озере Козьяк, но большое количество утонувших людей привело к полному запрету на купание.
Самые большие Верхние озера:
- Прошчанско озеро, Прошче (Proščansko jezero, Prošće), 68 га, глубина 37 м, протяжённость 2,5 км;
- Цигиновац (Ciginovac), 7,5 га;
- Округляк (Okrugljak), 4,1 га;
- Батиновац (Batinovac), 1,5 га;
- Вир (Vir), 0,6 га;
- Велики Йовиновац (Veliki Jovinovac), или Большое озеро (Veliko jezero), 2 га;
- Мали Йовиновац (Mali Jovinovac), или Малое озеро (Malo jezero), 2 га;
- Галовац (Galovac), 12,5 га;
- Милино озеро (Milino jezero);
- Градинско озеро (Gradinsko jezero), 8,1 га;
- Велики Бургет (Veliki Burget), 0,6 га;
- Козяк (Kozjak), 81,5 га, глубина 46 м, протяжённость более 3 км.

Крупнейшие Нижние озёра:
- Милановац (Milanovac), 3,2 га;
- Гавановац (Gavanovac), 0,7 га;
- Калуджеровац (Kaluđerovac), 2,1 га;
- Новаковича-брод (Novakovića-brod), 0,4 га.

Основные водопады на Верхних озёрах — Батиновачки (Batinovački), Галовачки (Galovački), Козячки (Kozjački); на Нижних — Милановачки (Milanovački), Милке Търнине (Milke Trnine), Велике каскаде (Velike Kaskade). Самым красивым и известным по праву является водопад Саставци (Sastavci), низвергающий воду рек Корана и Плитвица с высоты 72 метра.

### Пещеры

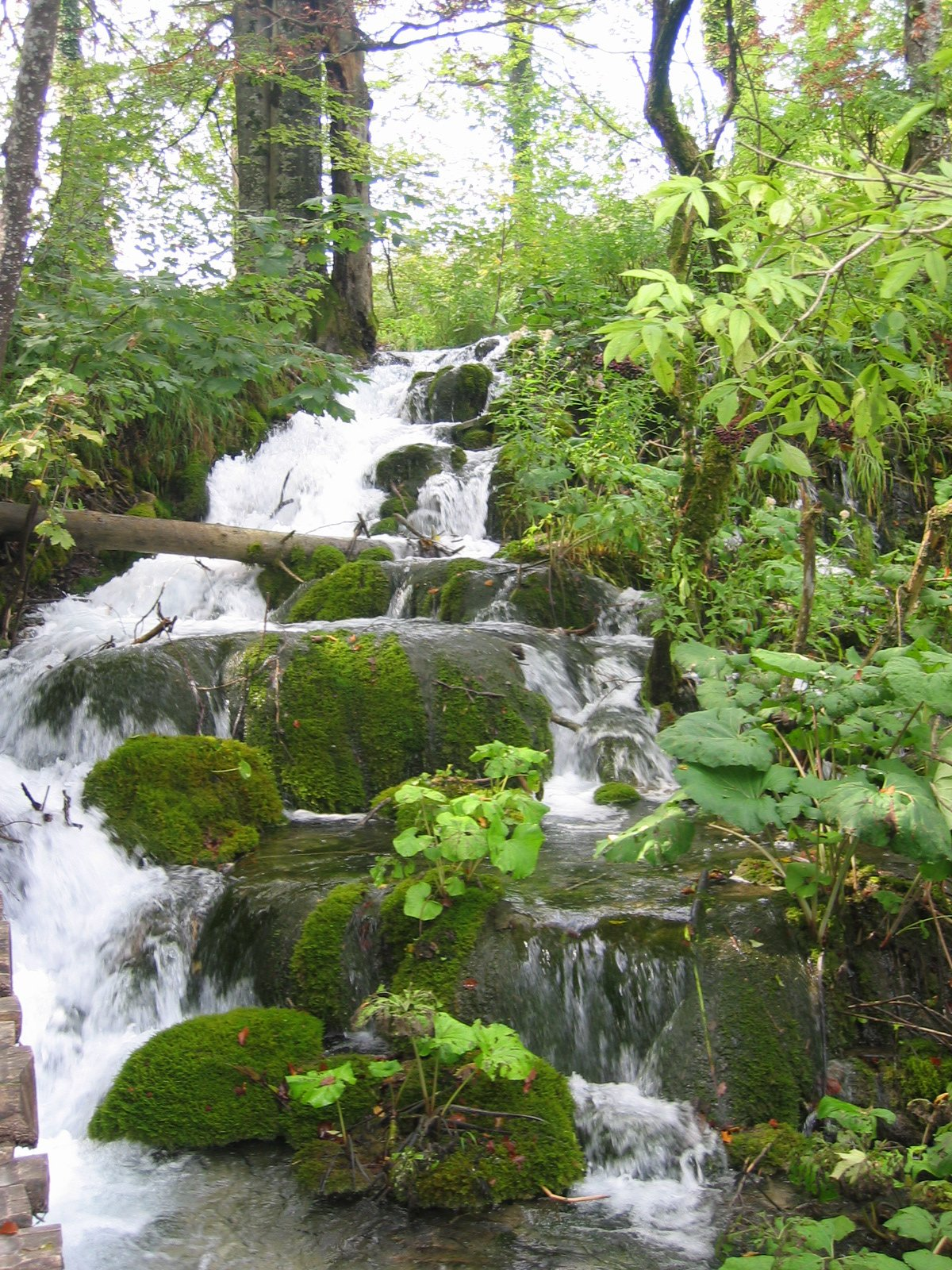

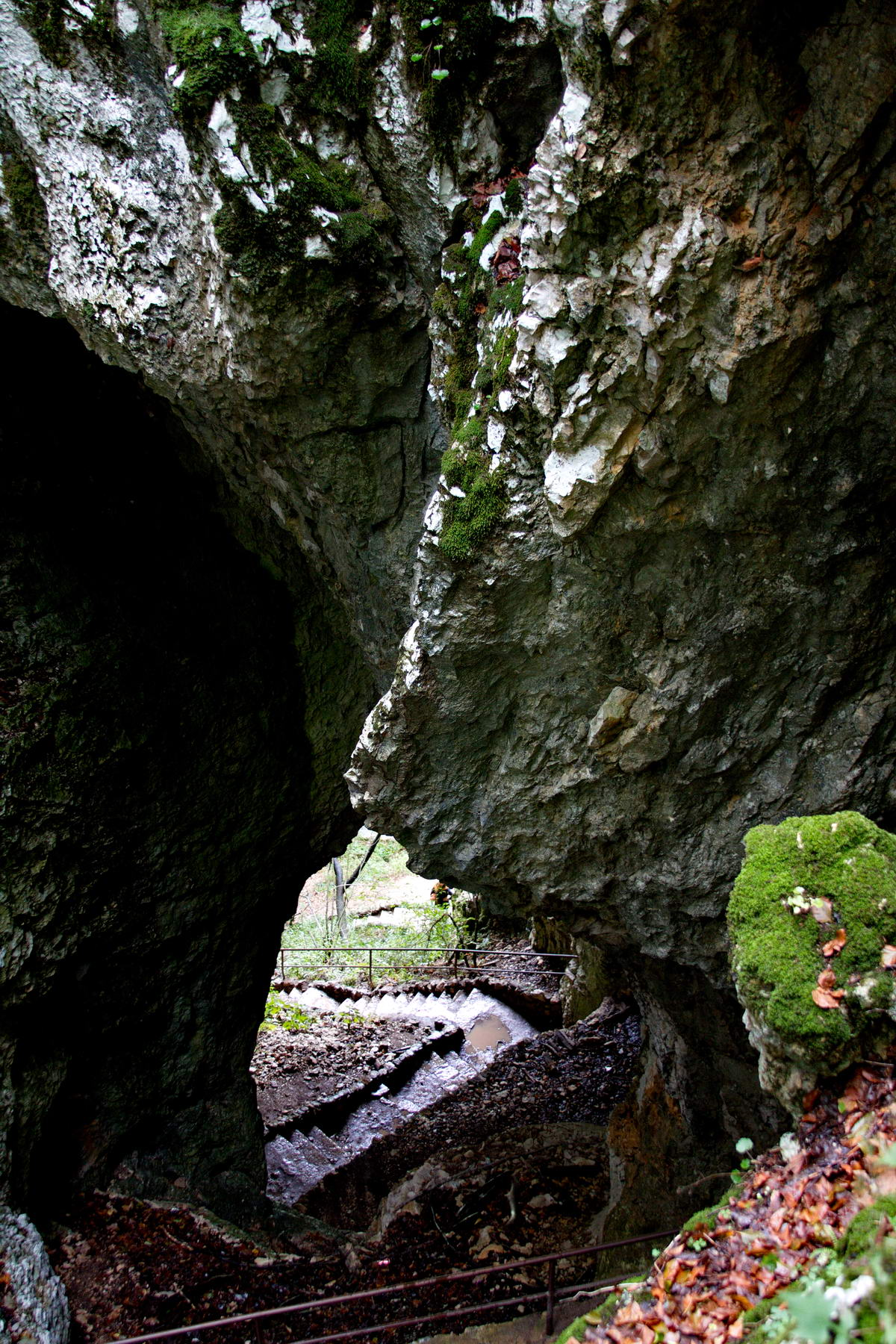
Пещера Шупляра, вид сверху

Парк также интересен с точки зрения спелеологии — на его территории располагается 20 пещер, а особый интерес представляют пещеры, находящиеся под водопадами. Самые известные: Шупляра (Šupljara, «пещера без пола и потолка», «пещера-дыра»), Голубняча (Golubnjača), Црна печина (Crna pećina).

### Флора и фауна
Парк располагается на высоте от 400 до 1200 метров над уровнем моря (¾ территории — горы), поэтому здесь преобладает горная природа. В основном здесь произрастают бук, ель, сосна, а в местечке Чоркова увала (Čorkova uvala — Чоркова котловина), в северо-западной части парка, произрастает буково-еловый девственный лес с уникальными древесными экземплярами. На территории парка произрастает 1267 видов растений, из которых 75 являются эндемиками, а также 55 разных видов орхидей.
В национальном парке «Плитвицкие озёра» обитают волки, медведи, лесные коты, косули, выдры. Также в этом районе зарегистрирован 161 вид птиц, 70 из которых гнездятся здесь постоянно. Кроме того в области парка обнаружен 321 вид бабочек и 21 вид летучих мышей. Здесь произрастает более 1200 видов растений, 75 из которых являются эндемиками. Одних только орхидей насчитывается 55 видов.

### Климат
Парк «Плитвицкие озёра» расположен на границе двух климатических зон: приморской и континентальной, поэтому с континентальными ветрами сюда постоянно проникает влажный морской воздух. Средняя годовая норма осадков — 1487 мм, а средняя годовая температура воздуха составляет 8,7 °C. Температура воды в Прошчанском озере и озере Козяк летом достигает 24 °C. Снег лежит с ноября до марта, а в январе и феврале озёра замерзают.